# Flugplatz Mannheim City

i7
i11
i13
Der Flugplatz Mannheim City, ehemals Flugplatz Mannheim (IATA-Code: MHG, ICAO-Code: EDFM), ist ein Verkehrslandeplatz in der baden-württembergischen Stadt Mannheim. Betreiber ist die Rhein-Neckar Flugplatz GmbH. Im Jahr 2010 wurden rund 130.000 Passagiere gezählt, davon 51.000 im Linienflug. Von März 2014 bis Dezember 2024 fand auf dem Flugplatz wieder Linienverkehr durch die Rhein-Neckar Air statt, nachdem Cirrus Airlines im Dezember 2011 den Flugbetrieb nach Mannheim eingestellt hatte. Ansonsten besteht der Flugverkehr aus Sport- oder Privatfliegern sowie dem Werksflugverkehr mehrerer Unternehmen. 

## Technische Daten

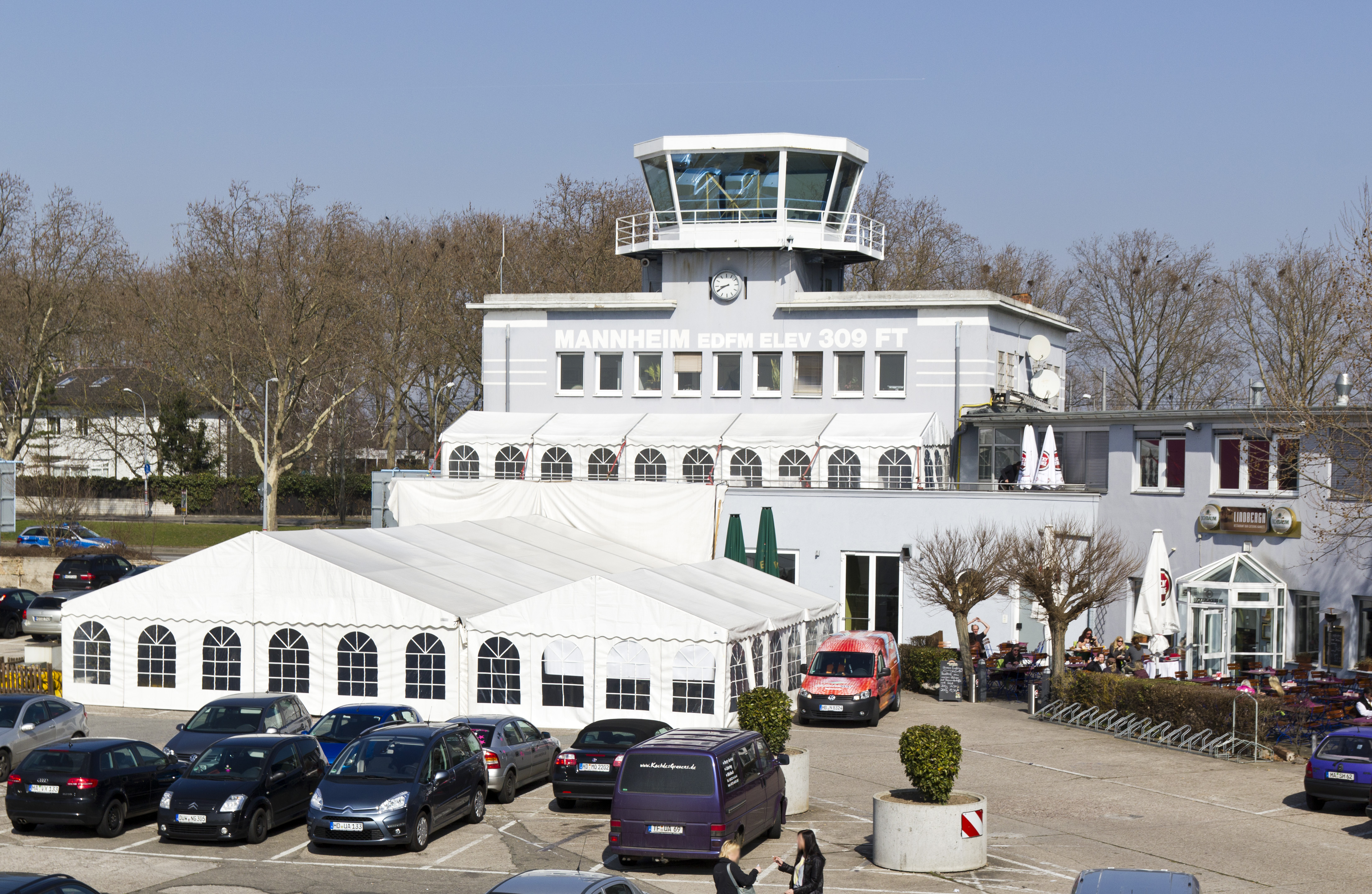
Das alte Terminal wird inzwischen als Restaurant genutzt

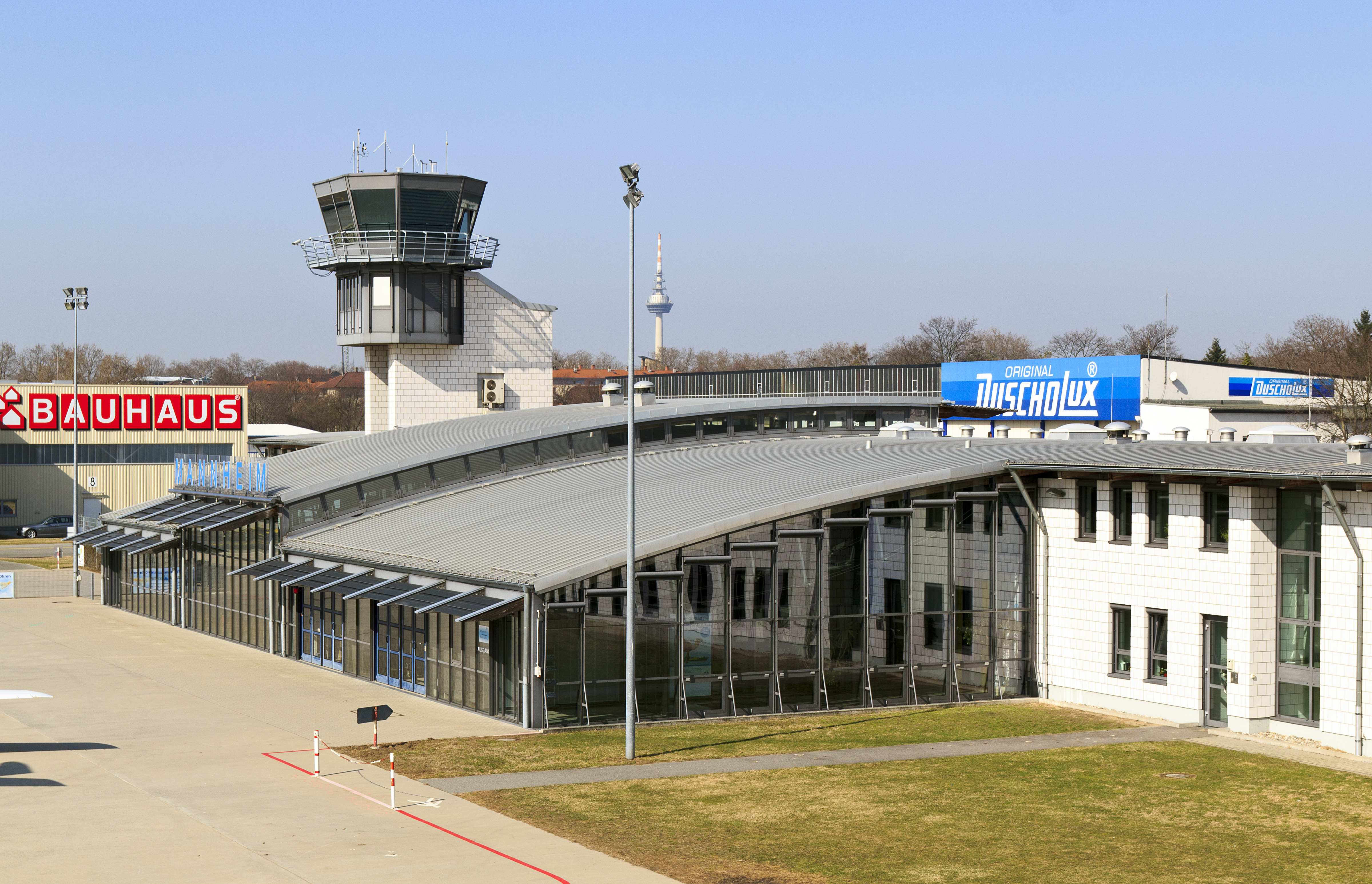
Terminal des Flugplatzes

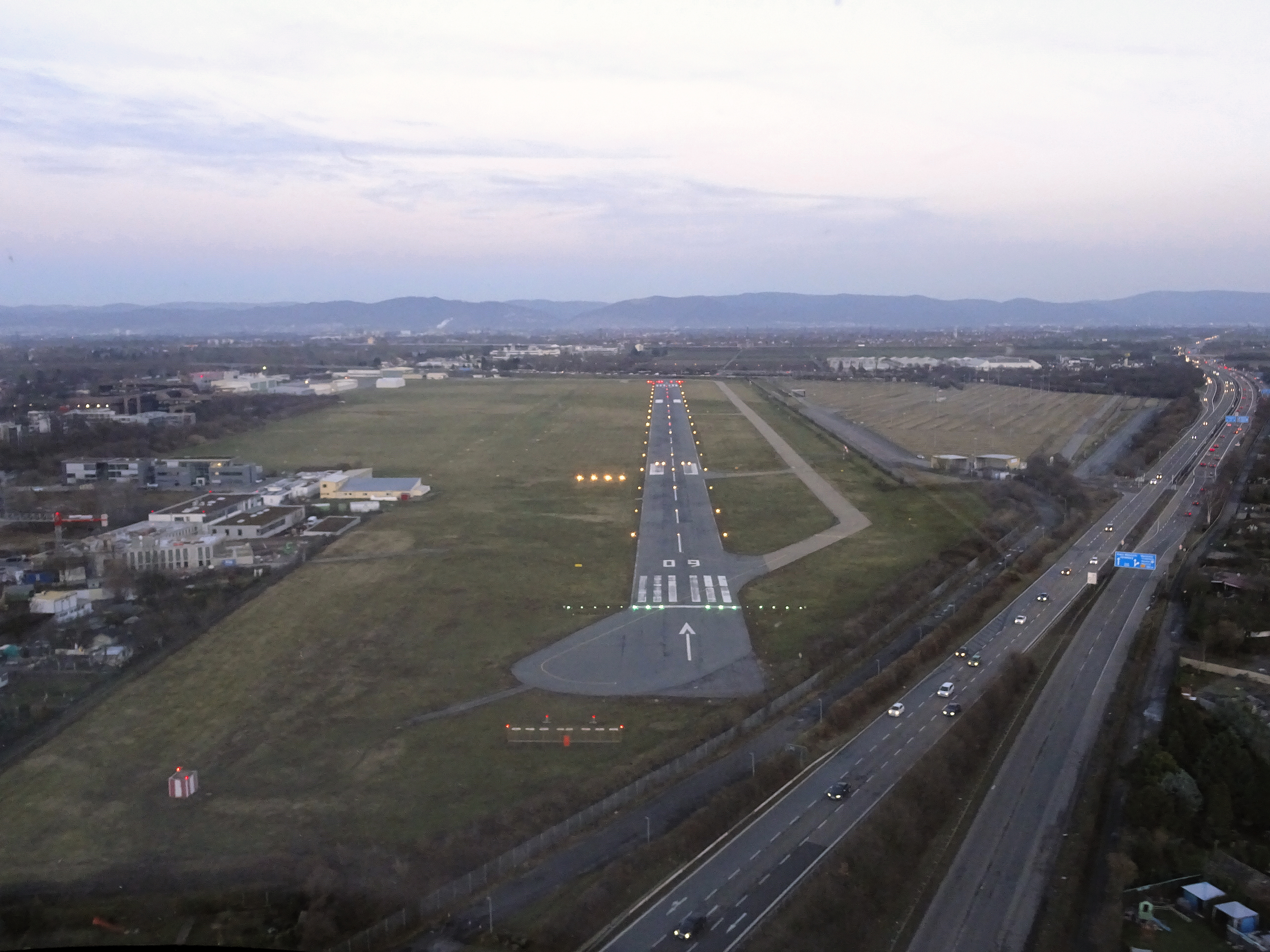
Flughafen Mannheim: Landeanflug auf Piste 09

Der Verkehrslandeplatz liegt rund 3½ Kilometer östlich des Mannheimer Zentrums im Stadtteil Mannheim-Neuostheim.
Der City Airport Mannheim bekommt schon seit Jahren beim Flughafencheck der Vereinigung Cockpit die niedrigste Bewertung im Ranking wegen der Restriktionen im An- und Abflugbereich, der Beleuchtung der Landebahn und Sichteinschränkungen, vor allem bei Nacht, sowie des Fehlens von Stopbars und einer Anflugbefeuerung.
Die Start- und Landebahn wurde im Sommer 2009 erneuert. Neben der reinen Schwarzdecke der Landebahn wurden teilweise die Markierungen erneuert.

## Verkehrsanbindung
300 Meter entfernt vom Flugplatz befindet sich die Haltestelle Neuostheim der rnv. Von dort verkehren die Stadtbahn-Linie 5 nach Weinheim über das Mannheimer Zentrum bzw. nach Heidelberg, die Linie 6 nach Ludwigshafen am Rhein über das Mannheimer Zentrum sowie die Linie 9 zum Hauptbahnhof Mannheim. Außerdem verkehren von dort die Buslinie 50 in die nördlichen und südlichen Stadtteile und die Buslinie 45 zum südlich gelegenen Rheinau.
Die nächste Autobahnanschlussstelle ist Mannheim-Neckarau der A 656.
Zahlreiche Parkplätze für PKW am Flugplatz gibt es im Parkhaus direkt neben dem Terminal (kostenpflichtig) sowie auf der großen Freifläche zwischen dem Restaurant, dem Fitnessstudio und dem Terminal.

## Geschichte
Der Flugplatz Mannheim wurde im Jahr 1926 mit einer Start- und Landebahn aus Gras in Mannheim-Neuostheim eröffnet. Die 1924 gegründete Badisch-Pfälzische Flugverkehr AG mit Sitz in Mannheim, die 1926 in Badisch-Pfälzische Lufthansa umfirmierte, bot einen regelmäßigen Linienverkehr an, der Frankfurt am Main, Darmstadt, Karlsruhe, Baden-Baden, Villingen, Freiburg und Basel anflog. Nachdem eine Kooperation mit der Lufthansa eingegangen wurde, kamen Hamburg und 1927 Berlin hinzu. 1927 zählte Mannheim zu den am häufigsten angeflogenen Flugplätzen der Lufthansa. Nachdem der Flugverkehr sich rasant von 2024 Passagiere 1930 auf 11.600 im Jahr 1937 steigerte und der Platz zwischenzeitlich in Flughafen Mannheim – Ludwigshafen – Heidelberg umbenannt wurde, kam der Flugbetrieb im Zweiten Weltkrieg zum Erliegen.
Ab dem 10. April 1945 wurde der Platz von der United States Army Air Forces (USAAF) benutzt, die ihn als Advanced Landing Ground ALG Y-89 bezeichnete. Bis zum Verlassen am 8. August 1945 wurde er hauptsächlich durch Verbindungsflugzeuge verwendete. Anschließend richtete sich dort die US Army ein; der Flugplatz wurde erst 1953 wieder für den Segelflugbetrieb freigegeben. 
Im Jahr 1957 wurden Sportmotorflieger zugelassen und ein Jahr später erhielt Mannheim wieder den offiziellen Status eines Landeplatzes mit zwei Graspisten mit 460 und 615 Metern Länge. Die Anzahl der Flugbewegungen stieg rasch. Während 1959 noch 6236 Segelflug- und 11.421 Motorflugbewegungen gezählt wurden, so stieg dies 1962 auf 6220 bzw. 21.854. 1973 wurde eine auf 1000 Meter verlängerte Piste mit festem Belag gebaut. Ein Jahr später gab es 44.000 Passagiere. Parallel plante die Stadt einen Regionalflughafen in Mannheim-Sandhofen. Nachdem dieser wegen zu großer Widerstände nicht gebaut wurde, investierte man in den 1990er Jahren wieder in Neuostheim. 1991 wurde die asphaltierte Piste auf 1186 Meter verlängert, drei Hallen saniert, sechs Hallen neu errichtet und ein neues Terminal gebaut. Im Zuge dieser Investitionen entstand auch ein neues Parkhaus direkt neben dem neuen Terminal. Außerdem wurde ein Instrumentenanflug (Localizer/DME) in Form eines Non-precision approach eingeführt. Die Zahl der Passagiere stieg von 78.000 im Jahr 1988 auf knapp 200.000 2006. Im Jahr 2007 wurde eine weitere größere Flugzeughalle am östlichen Rand des Flugplatzes neu errichtet sowie eine ältere Halle in der Mitte des Flugplatzgeländes abgerissen und durch eine neue, modernere und größere, ersetzt.

## Einrichtung
Der Verkehrslandeplatz besitzt ein Terminal, einen Tower, ein Parkhaus und mehrere Hangars. Zudem hat sich unmittelbar neben dem City-Airport ein Geschäft für Luftfahrtbedarf niedergelassen. Im Terminalgebäude befinden sich die Verwaltung und Büros, ein Café, ein Ticketshop (benutzt und betrieben von der Rhein-Neckar-Air), zwei Check-In Schalter, eine Sicherheitskontrolle, ein Sicherheitsbereich für bereits eingecheckte Passagiere, ein Gepäckband, mehrere Toiletten, Flugvorbereitungsräume sowie ein Flugsimulator für die Typen Airbus A380 und Boeing 737 in denselben Räumen, in denen früher ein Reisebüro namens „nana tours“ (eine Tochtergesellschaft der Cirrus Airlines) niedergelassen war.

## Linienverkehr
Der Linienverkehr des Flugplatzes Mannheim wurde von der Fluggesellschaft Cirrus Airlines abgewickelt, die außerdem auch einen Wartungsstützpunkt mit eigener Flugzeughalle für ihre Flugzeuge vor Ort unterhielt. Bis zum 22. Dezember 2011 wurde täglich mehrfach der Flughafen Berlin-Tegel angeflogen. Von Oktober 2008 bis Januar 2009 bestand auch eine Verbindung nach München, die mangels Zuspruch seitens der Passagiere jedoch wieder abgesetzt wurde. Ende der 2000er Jahre gab es kurzzeitig auch eine Linienverbindung nach Dresden, die ebenfalls alsbald wieder eingestellt wurde. Die Verbindung nach Hamburg entfiel im November 2010 ebenfalls. Bis Dezember 2008 bediente die Fluggesellschaft außerdem eine Strecke im Werksverkehr für einen Pharma-Konzern nach Genf.
Die Flüge wurden mit modernen Turboprop-Flugzeugen des Typs Dornier 328 durchgeführt, die Platz für maximal 33 Passagiere bieten. Es handelte sich hierbei um einen klassischen Nischenmarkt, da die kurze (und nicht ausbaufähige) Bahn kein deutlich größeres Fluggerät zuließ. Das größte im regelmäßigen Linienverkehr eingesetzte Fluggerät war bis zur Ausflottung bei Cirrus Airlines Anfang 2008 die De Havilland DHC-8-300 mit 50 Sitzplätzen.
Nach dem Einstellen der Verbindung nach Berlin im Dezember 2011 gab es bis März 2014 keine Linienflüge mehr.
Ab dem 10. März 2014 gab es wieder zwei werktägliche Linienflüge zwischen Mannheim und Berlin-Tegel. Als Anbieter fungierte dabei die auf Betreiben von diversen Unternehmen rund um Mannheim (unter anderem SAP, Heidelberg Cement und Südzucker) neu gegründete Rhein-Neckar Air, welche die Flüge im Wet-Lease mit zwei Dornier 328-110 von der Münchner Charterfluggesellschaft MHS Aviation durchführen ließ. Ab Oktober 2014 bot Rhein-Neckar-Air sechs Flugpaare pro Woche nach Hamburg an. Seit Juli 2016 flog Rhein-Neckar-Air dreimal wöchentlich die  Insel Sylt an. Durch die Corona-Krise wurden zunächst alle Flugverbindungen gestrichen und mit dem Sommerflugplan 2021 nur die Verbindung nach Sylt wieder aufgenommen. Das Unternehmen hat seinen Betrieb zum 31. Dezember 2024 eingestellt.
Nachfolgend bietet die am 1. Dezember 2024 gegründete Mannheim City Air ab dem 19. April 2025 Linienflüge nach Sylt, Elba und Heringsdorf an.

## Unternehmen
Beteiligt an der Rhein-Neckar Flugplatz GmbH sind:
- zu 60,0 % die Stadt Mannheim Beteiligungsgesellschaft mbH
- zu 25,0 % das Land Baden-Württemberg
- zu 8,3 % die Stadt Ludwigshafen am Rhein
- zu 6,7 % die Stadt Heidelberg

Geschäftsführer ist Reinhard Becker, der zugleich die Geschäfte der „Stadt Mannheim Beteiligungsgesellschaft mbH“ und der „Mannheimer Stadtreklame GmbH“ führt.
Vorsitzender des zum größten Teil aus Gemeinderatsmitgliedern bestehenden Aufsichtsrats ist der Mannheimer Bürgermeister Michael Grötsch.
Der Verlust im Jahr 2012 betrug laut Beteiligungsbericht der Stadt Mannheim 364.000 Euro, im Jahr 2013 wuchs er auf 547.000 Euro an und betrug im Jahr 2015 bereits 576.000 Euro.

## Segelflug
Der Segelflugverein Mannheim ist einer der aktivsten Streckenflugvereine in Deutschland. Er fliegt in der ersten Segelflug-Bundesliga und hat mehrmals deutsche und internationale Meister gestellt.

## Sonstige Nutzung
Mehrere in der Region ansässige Unternehmen wie SAP, Bauhaus oder HeidelbergCement haben ihre Geschäftsreiseflugzeuge am Mannheimer Flugplatz stationiert. Ein nicht unerheblicher Teil der Flugbewegungen in Mannheim wird durch Schulungsflüge erzeugt. Mehrere kleine Vereine bieten die Möglichkeit zur Flugausbildung für Privatflugzeugführer und führen Rundflüge durch. Der Rettungshubschrauber Christoph 53 der Deutschen Rettungsflugwacht ist ebenfalls am City Airport Mannheim stationiert. Zwei Unternehmen bieten Rundflüge und Ausbildungen mit Helikoptern sowie Gyrocoptern (Tragschraubern) an. Kurze Zeit – etwa 2013/2014 – bot B-Air Charterflüge ex Mannheim an; stellte dieses Angebot aber wieder ein, bevor das Unternehmen im Stuttgarter Flugdienst aufging. Zwei Dornier 228 von Businesswings sind stationiert und führen Cargo-Charterflüge durch. Die Firma Heliseven GmbH bietet Charter- und Frachtflüge mit Hubschraubern sowie die Ausbildung zum Privat- und Berufshubschrauberführer an.

## Gastronomie
Im Hauptgebäude des Flugplatzes befindet sich eine kleine Bar, an der Getränke und kleine Snacks erhältlich sind. Direkt gegenüber dem Hauptgebäude befindet sich ein größeres Restaurant mit Biergarten.

## Diskussion um die Zukunft des Flugplatzes Mannheim City
Auf politischer und ökonomischer Ebene der Metropolregion Rhein-Neckar wird seit geraumer Zeit eine Diskussion über die Zukunft des City Airports geführt. Hauptargument gegen einen zukünftigen Weiterbetrieb sind die Sicherheitsmängel sowie der damit zusammenhängende Zwischenfall vom 19. März 2008, bei dem eine Dornier 328 von Cirrus Airlines beim Landeanflug über die Piste hinausschoss. Als mögliche Alternativen werden immer wieder das derzeit nicht für die Zivilluftfahrt freigegebene Rollfeld in den Coleman Barracks sowie der gegebenenfalls zu erweiternde Flugplatz Speyer genannt.